# Dreetz, Mecklenburg
Dreetz, även känd som Dreetz bei Bützow, före 1877 Peetscher Hof, är en kommun och ort i norra Tyskland, belägen i sydvästra delen av Landkreis Rostock i förbundslandet Mecklenburg-Vorpommern.
Kommunen ingår i kommunalförbundet Amt Bützow-Land tillsammans med kommunerna Baumgarten, Bernitt, Bützow, Jürgenshagen, Klein Belitz, Penzin, Rühn, Steinhagen, Tarnow, Warnow och Zepelin.